# كوهورس بروكوروم
كوهورس بروكوروم (بالإنجليزية: Cohors Breucorum) كانت مدينة رومانية بربرية في موريتانيا القيصرية. تقع في مدينة تاخمرت الحالية بالجزائر.